# Сёго Макисима
Сёго Макисима (яп. 槙島 聖護 Макисима Сё:го) — вымышленный персонаж, главный антагонист аниме-сериала студии Production I.G Psycho-Pass. Макисима — это человек, который подозревается в нескольких преступлениях, и главные персонажи, сотрудники Бюро, должны разыскать его. Макисима желает уничтожения общества, созданного системой «Сивилла», в которой обращение с людьми зависит от их уровня стресса, и считает карателя Синъю Когами одним из своих заклятых врагов. Макисиму озвучивает Такахиро Сакураи.
Персонажа создал сценарист Гэн Уробути,  намеренно сделав его максимально не вписывающимся в сеттинг антиутопического будущего, что не понравилось Сёго. Режиссёр-постановщик Наоёси Сиотани дополнил понравившийся ему образ темой проведением параллелей между Макисимой и Когами.
Отзывы критиков насчёт персонажа были очень позитивными. Его исполнение роли злодея, личность и поступки заслужили похвалу. Восхищение критиков вызвало и его соперничество с Синъей Когами. Макисима также появился в официальном опросе NoitaminA, где его хорошо приняли японские фанаты.

## Характеристика
Сёго Макисима — антагонист Psycho-Pass, чьё соперничество с Синъей Когами показывается с точки зрения Аканэ Цунэмори. Он предпочитает компанию старых книг другим людям после того, как он обнаруживает, что слова страстных мертвецов — единственные вещи, которые могут заставить его чувствовать себя человеком в мире холодного, бесцельного удобства. Он оплакивает преднамеренное невежество общества, которое привело к такому антиутопическому миру. Макисима обычно безмятежен даже во время жестоких сцен из-за отсутствия эмпатии к окружающим. Сам автор сериала, Гэн Уробути, сказал, что одной из центральных тем Psycho-Pass является страх, показанным ощущением Сёго Макисимы, что ему нет места. Он считает, что Макисима мог бы найти счастье, родись он в нормальном мире.
Сёго Макисима — гуманист на тёмной стороне, который одержим жестокостью, дикостью и всеми худшими аспектами человеческой натуры. Прирожденный евангелист, он обладает как необычной харизмой, так и настоящим даром повествователя. Показано, что Макисима может стоять за многими делами, которые расследует Бюро общественной безопасности, в том числе тем, которое привело к понижению Синъи Когами с инспектора до карателя. Несмотря на жажду убийств Макисимы, его уровень преступности никогда не достигал опасных уровней, что делало преступника защищённым от активации доминатора. Сам Макисима утверждал, что это потому, что его собственный разум и тело не считают, что убийство — плохой поступок; напротив, он убеждён, что поступает правильно, и поэтому его психопаспорт не обнаруживает никаких ненормальных или незаконных действий, о которых стоило бы сообщить «Сивилле».
Макисима пытается уничтожить систему «Сивилла», отвлекая силы Бюро на борьбу с хаосом на улицах, но его арестовывает Аканэ Цунэмори. Однако характеристики Макисимы приводят к тому, что «Сивилла» щадит его жизнь ради объединения мозга Сёго с системой. Макисима сбегает, всё ещё желая уничтожить «Сивиллу», заигравшуюся, по его мнению, в «бога». После этого он пытается убедить Синъю Когами присоединиться к нему, планируя ослабить экономику Японии с помощью биотерроризма, что повлекло бы за собой нехватку ресурсов для поддержания функциональности системы «Сивилла». Однако его планы сорваны силами Бюро, а сам Когами убил Макисиму.
Помимо аниме, Макисима также появляется в новеллизации сериала, которая раскрывает его отношения с Чхве Гусоном. Макисима также фигурирует в приквеле книги как вдохновитель дела Мицуру Сасаямы, в результате расследования которого Когами стал карателем. Сёго также появляется в манге адаптации «Инспектор Аканэ Цунэмори».

## Критика
"Когда я сказал что Макисима уникальный, я не имел в виду только сериал, но и в целом. Он злодей, который не кажется слишком большой угрозой с самого начала, но поскольку сериал продолжается, он становится катализатором практически всего происходящего. Он делает это дерьмо до конца. Он не позёр и он не вызывает у окружающих страха своим внешним видом, но он культурный и искушённый. Таких злодеев должно быть больше."
 Сёго Макисима получил положительные отзывы. После его краткого представления зрителю Хироко Ямамура из Japanator почувствовала связь с аниме-сериалом Cowboy Bebop. Ричард Эйинсбеис из Kotaku похвалил то, как Макисима спланировал некоторые преступления, но раскритиковал его иммунитет к системе «Сивилла». В течение второй половины сериала Kotaku продолжал хвалить персонажа и его баланс с Аканэ Цунэмори, по мнению издания, развлекающий зрителей. Джейкоб Хоуп Чепмен из ANN сказал, что Макисима был «голосом, который говорит нашим разумам, самоуверенным любителям научной фантастики, которые „видели всё это раньше“», а также «мятежом Уробути против создания „еще одной антиутопии“», и он является ключевым элементом, который делает сериал произведением вдумчивого искусства, а не диким развлечением. Кайл Миллс из DVD Talk очень наслаждался персонажем, поскольку основывался на влиянии его действий, а также на его безмятежности, которая позволяла Макисиме не выглядеть преступным вдохновителем. В более детальной рецензии Томас Зот из Fandom Post отметил, что жестокость Макисимы, которая повлияла на Аканэ Цунэмори, была отлично проработана, поскольку заставляла зрителя чувствовать себя «пустым внутри». Во второй половине сериала Кайл Миллс продолжал называть его «фантастическим злодеем серии».
Его противостояния с Когами также были предметом похвалы; Бамбу Донг из Anime News Network высоко оценил использование оружия и заявил, что «оценки персонажами психологии друг друга кажутся немного натянутыми, „диванными“». Что касается финала, Донг прокомментировал мысли Макисимы, так как «сериал делал последнюю попытку очеловечить злодея, которого весь сериал изображал социальной аберрацией». Зот раскритиковал использование овса в плане Макисимы за то, что он был нелепым, но в конце концов признал, что это отлично сработало в финале сериала. В официальном опросе NoitaminA он был признан лучшим персонажем, озвученным Такахиро Сакураем, и занял второе место в категории «Мистер Ноитамина». Ребекка Сильверман из Anime News Network также похвалила Сакурая за роль Макисимы, который говорит «жутко успокаивающим тоном».